# Grup en Lluita per l’Alliberament de la Lesbiana
El Grup en Lluita per a l'Alliberament de la Lesbiana (GLAL) va ser una organització lèsbica barcelonina fundada el febrer del 1979 per tres activistes, entre les quals Mercè Fornells i Empar Pineda, que provenien de la Coordinadora Feminista, el Front d'Alliberament Gai de Catalunya i l'Institut Lambda. El GLAL va succeir el Grupo de Lucha para la Liberación de la Lesbiana (GLLL) creat el 1978 dintre del FAGC. Va ser el primer grup lèsbic de Catalunya i de l’Estat espanyol no vinculat a cap organització gai.
L'estructura de l'organització era plana, assembleària i basava les seves reivindicacions en el dret d'expressar lliurement la sexualitat. Realitzava activitats internes, com ara sessions d'autoconsciència i debats, i externes, com xerrades als barris, conferències, entrevistes de ràdio i premsa. El maig de 1979 va unir-se a la Coordinadora Feminista de Barcelona.
El GLAL va col·laborar amb el moviment gai, per exemple, en la manifestació de 4 de febrer de 1980 amb motiu de l'acomiadament d'un treballador a causa de la seva orientació sexual. El lema de la manifestació era «pel dret al treball, contra les discriminacions per motiu d'orientació sexual».